# 有楽商事
有限会社有楽商事（ゆうらくしょうじ）は、群馬県沼田市に本社を置き、パチンコホールを運営していた日本の企業。

## 概要
1959年に沼田市内に1号店を開店。1986年1月に法人へ改組。1980年代には同業他社が大型店をオープンさせたことから、当社もロードサイド沿いに大型店をオープンさせ、群馬県内にて「有楽DELZACC」「有楽JARAZACC」「有楽TAMAZACC」の3店舗を運営し、2004年12月期には約97億5000万円の売上があった。
しかし、出店エリアにおける少子高齢化、パチスロ5号機問題、出玉問題、県外資本が相次いで大型店を出店したことから業績が悪化。このため、店舗のリニューアルなどを実施したが、2010年以降は減収が続き、2018年12月期の売上高は約48億2000万円までに落ち込んだ。
経営悪化を受け、2017年以降は取引金融機関に対してリスケジュールを要請していた他、2019年からは支援スポンサー探しに奔走することになった。有力スポンサーを見つけることは出来たものの、2020年に発生した新型コロナウイルスが追い打ちをかけ、これを受けて当該スポンサー候補企業は、2020年4月1日にスポンサーに就任することを辞退した。有楽商事は再度支援スポンサー探しに奔走することになったが、同年4月8日に発令された緊急事態宣言後に伴う休業要請により、同年4月14日から3店舗を休業する処置を取った。
有楽商事は店舗の営業再開や支援スポンサーが現れないまま、2020年4月30日に関連会社である有限会社恵比寿商事とともに、東京地方裁判所から破産手続開始決定を受けた。負債総額は約31億4800万円で、このうち約29億円が金融債務となっている。群馬県に本社を置く企業で、新型コロナウイルスに関連する経営破綻は初となった他、新型コロナウイルスによって経営破綻したパチンコホール運営企業は、赤玉（2020年4月15日に破産手続開始決定を受けたが、同年5月29日に民事再生手続開始）に次いで2社目となった。
恵比寿商事は2020年12月4日に、有楽商事は2021年6月18日にそれぞれ法人格が消滅した。

## 経営破綻時点で営業していた店舗
いずれも群馬県に所在していた。
- 有楽DELZACC - 沼田市（本社と同居）
- 有楽JARAZACC - 沼田市
- 有楽TAMAZACC - 吾妻郡中之条町